# Paepalanthus chlorocephalus
Paepalanthus chlorocephalus är en gräsväxtart som beskrevs av Silveira. Paepalanthus chlorocephalus ingår i släktet Paepalanthus och familjen Eriocaulaceae. Inga underarter finns listade i Catalogue of Life.